# 短序小檗
短序小檗（学名：Berberis racemulosa）为小檗科小檗属的植物，是中国的特有植物。分布在中国大陆的西藏等地，生长于海拔3,200米至3,600米的地区，一般生于宅旁、田边、河滩或河谷山坡草地，目前尚未由人工引种栽培。